# Primera División 1954-1955 (Messico)
Il campionato di calcio di Primera División messicana 1954-1955 è stato il dodicesimo campionato a livello professionistico del Messico. Cominciò il 21 agosto 1954 e si concluse il 23 gennaio del 1955. Vide la vittoria finale del CD Zacatepec.

## Squadre partecipanti
| Club         | Città                | Stadio                               | Stagione 1953-1954                         |
| ------------ | -------------------- | ------------------------------------ | ------------------------------------------ |
| América      | Città del Messico    | Estadio de la Ciudad de los Deportes | 9º posto in Primera División               |
| Atlante      | Città del Messico    | Estadio de la Ciudad de los Deportes | 11º posto in Primera División              |
| Guadalajara  | Guadalajara          | Parque Oro                           | 6º posto in Primera División               |
| Irapuato     | Irapuato             | Estadio Irapuato                     | 1º posto in Segunda División (Neopromosso) |
| León         | León                 | Estadio La Martinica                 | 8º posto in Primera División               |
| Marte        | Cuernavaca           | Stadio Centenario                    | (Campione)                                 |
| Necaxa       | Città del Messico    | Estadio de la Ciudad de los Deportes | 6º posto in Primera División               |
| Oro          | Guadalajara          | Parque Oro                           | 2º posto in Primera División               |
| Puebla       | Puebla de Zaragoza   | Parque Mirador                       | 2º posto in Primera División               |
| Tampico      | Tampico              | Parque España de Tampico             | 4º posto in Primera División               |
| Toluca       | Toluca               | Campo Patria                         | 4º posto in Primera División               |
| CD Zacatepec | Zacatepec de Hidalgo | Estadio Zacatepec                    | 9º posto in Primera División               |

## Classifica finale
|  | Pos. | Squadra      | Pt | G  | V  | N | P  | GF | GS | DR  |
|  | ---- | ------------ | -- | -- | -- | - | -- | -- | -- | --- |
|  | 1.   | CD Zacatepec | 32 | 22 | 13 | 6 | 3  | 41 | 21 | +20 |
|  | 2.   | Guadalajara  | 30 | 22 | 12 | 6 | 4  | 41 | 22 | +19 |
|  | 3.   | Necaxa       | 25 | 22 | 10 | 5 | 7  | 42 | 30 | +12 |
|  | 4.   | León         | 25 | 22 | 10 | 5 | 7  | 30 | 24 | +6  |
|  | 5.   | América      | 24 | 22 | 9  | 6 | 7  | 28 | 17 | +11 |
|  | 6.   | Toluca       | 23 | 22 | 9  | 5 | 8  | 35 | 30 | +5  |
|  | 7.   | Tampico      | 23 | 22 | 8  | 7 | 7  | 28 | 35 | -7  |
|  | 8.   | Oro          | 20 | 22 | 8  | 4 | 10 | 42 | 41 | +1  |
|  | 9.   | Puebla       | 20 | 22 | 7  | 6 | 9  | 29 | 37 | -8  |
|  | 10.  | Irapuato     | 16 | 22 | 5  | 6 | 11 | 26 | 38 | -12 |
|  | 11.  | Atlante      | 15 | 22 | 4  | 7 | 11 | 23 | 35 | -12 |
|  | 12.  | Marte        | 11 | 22 | 2  | 7 | 13 | 17 | 52 | -35 |

Legenda:
      Campione del Messico
 Partecipano al girone per non retrocedere in Segunda División.
      Retrocesso in Segunda División
Note:
Due punti a vittoria, uno a pareggio, zero a sconfitta.

## Risultati

### Calendario
| andata (1ª) | andata (1ª) | 1ª giornata         | ritorno (12ª) | ritorno (12ª) |
|             |             |                     |               |               |
| 21 ago.     | 0-3         | Tampico-Oro         | 1-1           | 7 nov.        |
| 22 ago.     | 1-1         | America-Toluca      | 1-2           | 7 nov.        |
| 22 ago.     | 5-2         | Guadalajara-Atlante | 2-2           | 4 nov.        |
| 22 ago.     | 3-1         | Leon-Marte          | 2-0           | 25 ott.       |
| 22 ago.     | 3-1         | Puebla-Necaxa       | 1-1           | 25 ott.       |
| 22 ago.     | 5-4         | Zacatepec-Irapuato  | 1-0           | 25 ott.       |

| andata (2ª) | andata (2ª) | 2ª giornata        | ritorno (13ª) | ritorno (13ª) |
|             |             |                    |               |               |
| 25 ago.     | 1-1         | Necaxa-Leon        | 0-1           | 14 nov.       |
| 29 ago.     | 1-3         | Atlante-Zacatepec  | 0-3           | 14 nov.       |
| 29 ago.     | 4-0         | Irapuato-Puebla    | 0-3           | 14 nov.       |
| 29 ago.     | 1-2         | Marte-Tampico      | 1-5           | 13 nov.       |
| 29 ago.     | 1-5         | Oro-America        | 1-2           | 14 nov.       |
| 29 ago.     | 1-2         | Toluca-Guadalajara | 1-3           | 14 nov.       |

| andata (1ª) | andata (1ª) | 1ª giornata         | ritorno (12ª) | ritorno (12ª) |
|             |             |                     |               |               |
| 21 ago.     | 0-3         | Tampico-Oro         | 1-1           | 7 nov.        |
| 22 ago.     | 1-1         | America-Toluca      | 1-2           | 7 nov.        |
| 22 ago.     | 5-2         | Guadalajara-Atlante | 2-2           | 4 nov.        |
| 22 ago.     | 3-1         | Leon-Marte          | 2-0           | 25 ott.       |
| 22 ago.     | 3-1         | Puebla-Necaxa       | 1-1           | 25 ott.       |
| 22 ago.     | 5-4         | Zacatepec-Irapuato  | 1-0           | 25 ott.       |

| andata (2ª) | andata (2ª) | 2ª giornata        | ritorno (13ª) | ritorno (13ª) |
|             |             |                    |               |               |
| 25 ago.     | 1-1         | Necaxa-Leon        | 0-1           | 14 nov.       |
| 29 ago.     | 1-3         | Atlante-Zacatepec  | 0-3           | 14 nov.       |
| 29 ago.     | 4-0         | Irapuato-Puebla    | 0-3           | 14 nov.       |
| 29 ago.     | 1-2         | Marte-Tampico      | 1-5           | 13 nov.       |
| 29 ago.     | 1-5         | Oro-America        | 1-2           | 14 nov.       |
| 29 ago.     | 1-2         | Toluca-Guadalajara | 1-3           | 14 nov.       |

| andata (3ª) | andata (3ª) | 3ª giornata         | ritorno (14ª) | ritorno (14ª) |
|             |             |                     |               |               |
| 4 set.      | 2-1         | Tampico-Necaxa      | 0-2           | 21 nov.       |
| 5 set.      | 2-0         | America-Guadalajara | 0-2           | 18 nov.       |
| 5 set.      | 1-1         | Leon-Irapuato       | 2-0           | 21 nov.       |
| 5 set.      | 3-2         | Oro-Marte           | 1-1           | 21 nov.       |
| 5 set.      | 3-2         | Puebla-Atlante      | 1-1           | 18 nov.       |
| 5 set.      | 1-0         | Zacatepec-Toluca    | 1-1           | 21 nov.       |

| andata (4ª) | andata (4ª) | 4ª giornata           | ritorno (15ª) | ritorno (15ª) |
|             |             |                       |               |               |
| 8 set.      | 1-0         | Atlante-Leon          | 0-3           | 28 nov.       |
| 8 set.      | 3-3         | Guadalajara-Zacatepec | 1-1           | 28 nov.       |
| 30 ago.     | 3-3         | Irapuato-Tampico      | 0-2           | 27 nov.       |
| 30 ago.     | 0-2         | Marte-America         | 0-5           | 28 nov.       |
| 2 set.      | 3-2         | Necaxa-Oro            | 3-3           | 28 nov.       |
| 2 set.      | 2-0         | Toluca-Puebla         | 3-2           | 28 nov.       |

| andata (3ª) | andata (3ª) | 3ª giornata         | ritorno (14ª) | ritorno (14ª) |
|             |             |                     |               |               |
| 4 set.      | 2-1         | Tampico-Necaxa      | 0-2           | 21 nov.       |
| 5 set.      | 2-0         | America-Guadalajara | 0-2           | 18 nov.       |
| 5 set.      | 1-1         | Leon-Irapuato       | 2-0           | 21 nov.       |
| 5 set.      | 3-2         | Oro-Marte           | 1-1           | 21 nov.       |
| 5 set.      | 3-2         | Puebla-Atlante      | 1-1           | 18 nov.       |
| 5 set.      | 1-0         | Zacatepec-Toluca    | 1-1           | 21 nov.       |

| andata (4ª) | andata (4ª) | 4ª giornata           | ritorno (15ª) | ritorno (15ª) |
|             |             |                       |               |               |
| 8 set.      | 1-0         | Atlante-Leon          | 0-3           | 28 nov.       |
| 8 set.      | 3-3         | Guadalajara-Zacatepec | 1-1           | 28 nov.       |
| 30 ago.     | 3-3         | Irapuato-Tampico      | 0-2           | 27 nov.       |
| 30 ago.     | 0-2         | Marte-America         | 0-5           | 28 nov.       |
| 2 set.      | 3-2         | Necaxa-Oro            | 3-3           | 28 nov.       |
| 2 set.      | 2-0         | Toluca-Puebla         | 3-2           | 28 nov.       |

| andata (5ª) | andata (5ª) | 5ª giornata        | ritorno (16ª) | ritorno (16ª) |
|             |             |                    |               |               |
| 18 set.     | 1-0         | Tampico-Atlante    | 2-1           | 5 dic.        |
| 19 set.     | 0-1         | America-Zacatepec  | 0-1           | 5 dic.        |
| 19 set.     | 1-1         | Leon-Toluca        | 2-1           | 5 dic.        |
| 19 set.     | 0-0         | Marte-Necaxa       | 1-6           | 2 dic.        |
| 19 set.     | 2-3         | Oro-Irapuato       | 2-3           | 5 dic.        |
| 19 set.     | 0-0         | Puebla-Guadalajara | 0-4           | 5 dic.        |

| andata (6ª) | andata (6ª) | 6ª giornata      | ritorno (17ª) | ritorno (17ª) |
|             |             |                  |               |               |
| 22 set.     | 2-2         | Necaxa-America   | 0-1           | 12 dic.       |
| 26 set.     | 3-1         | Atlante-Oro      | 0-3           | 12 dic.       |
| 26 set.     | 2-0         | Guadalajara-Leon | 1-0           | 12 dic.       |
| 26 set.     | 0-0         | Irapuato-Marte   | 0-1           | 12 dic.       |
| 26 set.     | 3-2         | Toluca-Tampico   | 0-0           | 11 dic.       |
| 26 set.     | 0-1         | Zacatepec-Puebla | 1-1           | 12 dic.       |

| andata (5ª) | andata (5ª) | 5ª giornata        | ritorno (16ª) | ritorno (16ª) |
|             |             |                    |               |               |
| 18 set.     | 1-0         | Tampico-Atlante    | 2-1           | 5 dic.        |
| 19 set.     | 0-1         | America-Zacatepec  | 0-1           | 5 dic.        |
| 19 set.     | 1-1         | Leon-Toluca        | 2-1           | 5 dic.        |
| 19 set.     | 0-0         | Marte-Necaxa       | 1-6           | 2 dic.        |
| 19 set.     | 2-3         | Oro-Irapuato       | 2-3           | 5 dic.        |
| 19 set.     | 0-0         | Puebla-Guadalajara | 0-4           | 5 dic.        |

| andata (6ª) | andata (6ª) | 6ª giornata      | ritorno (17ª) | ritorno (17ª) |
|             |             |                  |               |               |
| 22 set.     | 2-2         | Necaxa-America   | 0-1           | 12 dic.       |
| 26 set.     | 3-1         | Atlante-Oro      | 0-3           | 12 dic.       |
| 26 set.     | 2-0         | Guadalajara-Leon | 1-0           | 12 dic.       |
| 26 set.     | 0-0         | Irapuato-Marte   | 0-1           | 12 dic.       |
| 26 set.     | 3-2         | Toluca-Tampico   | 0-0           | 11 dic.       |
| 26 set.     | 0-1         | Zacatepec-Puebla | 1-1           | 12 dic.       |

| andata (7ª) | andata (7ª) | 7ª giornata         | ritorno (18ª) | ritorno (18ª) |
|             |             |                     |               |               |
| 29 set.     | 0-1         | America-Puebla      | 3-2           | 19 dic.       |
| 2 ott.      | 0-0         | Tampico-Guadalajara | 1-4           | 19 dic.       |
| 3 ott.      | 1-1         | Leon-Zacatepec      | 0-1           | 19 dic.       |
| 3 ott.      | 2-2         | Marte-Atlante       | 1-1           | 19 dic.       |
| 3 ott.      | 3-0         | Necaxa-Irapuato     | 2-3           | 19 dic.       |
| 3 ott.      | 3-1         | Oro-Toluca          | 1-0           | 19 dic.       |

| andata (8ª) | andata (8ª) | 8ª giornata       | ritorno (19ª) | ritorno (19ª) |
|             |             |                   |               |               |
| 10 ott.     | 1-2         | Atlante-Necaxa    | 2-0           | 2 gen.        |
| 10 ott.     | 2-2         | Guadalajara-Oro   | 1-0           | 2 gen.        |
| 10 ott.     | 1-1         | Irapuato-America  | 0-0           | 23 dic.       |
| 10 ott.     | 1-2         | Puebla-Leon       | 1-1           | 2 gen.        |
| 10 ott.     | 4-1         | Toluca-Marte      | 4-0           | 2 gen.        |
| 10 ott.     | 6-0         | Zacatepec-Tampico | 0-0           | 1 gen.        |

| andata (7ª) | andata (7ª) | 7ª giornata         | ritorno (18ª) | ritorno (18ª) |
|             |             |                     |               |               |
| 29 set.     | 0-1         | America-Puebla      | 3-2           | 19 dic.       |
| 2 ott.      | 0-0         | Tampico-Guadalajara | 1-4           | 19 dic.       |
| 3 ott.      | 1-1         | Leon-Zacatepec      | 0-1           | 19 dic.       |
| 3 ott.      | 2-2         | Marte-Atlante       | 1-1           | 19 dic.       |
| 3 ott.      | 3-0         | Necaxa-Irapuato     | 2-3           | 19 dic.       |
| 3 ott.      | 3-1         | Oro-Toluca          | 1-0           | 19 dic.       |

| andata (8ª) | andata (8ª) | 8ª giornata       | ritorno (19ª) | ritorno (19ª) |
|             |             |                   |               |               |
| 10 ott.     | 1-2         | Atlante-Necaxa    | 2-0           | 2 gen.        |
| 10 ott.     | 2-2         | Guadalajara-Oro   | 1-0           | 2 gen.        |
| 10 ott.     | 1-1         | Irapuato-America  | 0-0           | 23 dic.       |
| 10 ott.     | 1-2         | Puebla-Leon       | 1-1           | 2 gen.        |
| 10 ott.     | 4-1         | Toluca-Marte      | 4-0           | 2 gen.        |
| 10 ott.     | 6-0         | Zacatepec-Tampico | 0-0           | 1 gen.        |

| andata (9ª) | andata (9ª) | 9ª giornata       | ritorno (20ª) | ritorno (20ª) |
|             |             |                   |               |               |
| 13 ott.     | 2-0         | America-Leon      | 0-1           | 9 gen.        |
| 14 ott.     | 3-0         | Oro-Zacatepec     | 0-3           | 9 gen.        |
| 16 ott.     | 1-0         | Tampico-Puebla    | 1-3           | 9 gen.        |
| 17 ott.     | 0-0         | Irapuato-Atlante  | 0-3           | 9 gen.        |
| 17 ott.     | 0-4         | Marte-Guadalajara | 1-0           | 9 gen.        |
| 17 ott.     | 4-1         | Necaxa-Toluca     | 1-3           | 9 gen.        |

| andata (10ª) | andata (10ª) | 10ª giornata       | ritorno (21ª) | ritorno (21ª) |
|              |              |                    |               |               |
| 24 ott.      | 0-1          | Atlante-America    | 0-0           | 16 gen.       |
| 24 ott.      | 0-2          | Guadalajara-Necaxa | 2-3           | 13 gen.       |
| 24 ott.      | 3-1          | Leon-Tampico       | 2-3           | 15 gen.       |
| 24 ott.      | 3-2          | Puebla-Oro         | 1-3           | 16 gen.       |
| 24 ott.      | 3-1          | Toluca-Irapuato    | 1-2           | 16 gen.       |
| 24 ott.      | 4-1          | Zacatepec-Marte    | 1-0           | 16 gen.       |

| andata (9ª) | andata (9ª) | 9ª giornata       | ritorno (20ª) | ritorno (20ª) |
|             |             |                   |               |               |
| 13 ott.     | 2-0         | America-Leon      | 0-1           | 9 gen.        |
| 14 ott.     | 3-0         | Oro-Zacatepec     | 0-3           | 9 gen.        |
| 16 ott.     | 1-0         | Tampico-Puebla    | 1-3           | 9 gen.        |
| 17 ott.     | 0-0         | Irapuato-Atlante  | 0-3           | 9 gen.        |
| 17 ott.     | 0-4         | Marte-Guadalajara | 1-0           | 9 gen.        |
| 17 ott.     | 4-1         | Necaxa-Toluca     | 1-3           | 9 gen.        |

| andata (10ª) | andata (10ª) | 10ª giornata       | ritorno (21ª) | ritorno (21ª) |
|              |              |                    |               |               |
| 24 ott.      | 0-1          | Atlante-America    | 0-0           | 16 gen.       |
| 24 ott.      | 0-2          | Guadalajara-Necaxa | 2-3           | 13 gen.       |
| 24 ott.      | 3-1          | Leon-Tampico       | 2-3           | 15 gen.       |
| 24 ott.      | 3-2          | Puebla-Oro         | 1-3           | 16 gen.       |
| 24 ott.      | 3-1          | Toluca-Irapuato    | 1-2           | 16 gen.       |
| 24 ott.      | 4-1          | Zacatepec-Marte    | 1-0           | 16 gen.       |

| \| andata (11ª) \| andata (11ª) \| 11ª giornata \| ritorno (22ª) \| ritorno (22ª) \| \| \| \| \| \| \| \| 27 ott. \| 4-1 \| Necaxa-Zacatepec \| 1-1 \| 6 feb. \| \| 30 ott. \| 1-1 \| Tampico-America \| 0-0 \| 6 feb. \| \| 31 ott. \| 0-1 \| Atlante-Toluca \| 1-1 \| 6 feb. \| \| 31 ott. \| 0-1 \| Irapuato-Guadalajara \| 1-2 \| 6 feb. \| \| 31 ott. \| 2-2 \| Marte-Puebla \| 1-1 \| 6 feb. \| \| 31 ott. \| 5-1 \| Oro-Leon \| 0-3 \| 6 feb. \| |              |                      |               |               |
| andata (11ª) | andata (11ª) | 11ª giornata         | ritorno (22ª) | ritorno (22ª) |
| |              |                      |               |               |
| 27 ott. | 4-1          | Necaxa-Zacatepec     | 1-1           | 6 feb.        |
| 30 ott. | 1-1          | Tampico-America      | 0-0           | 6 feb.        |
| 31 ott. | 0-1          | Atlante-Toluca       | 1-1           | 6 feb.        |
| 31 ott. | 0-1          | Irapuato-Guadalajara | 1-2           | 6 feb.        |
| 31 ott. | 2-2          | Marte-Puebla         | 1-1           | 6 feb.        |
| 31 ott. | 5-1          | Oro-Leon             | 0-3           | 6 feb.        |

| andata (11ª) | andata (11ª) | 11ª giornata         | ritorno (22ª) | ritorno (22ª) |
|              |              |                      |               |               |
| 27 ott.      | 4-1          | Necaxa-Zacatepec     | 1-1           | 6 feb.        |
| 30 ott.      | 1-1          | Tampico-America      | 0-0           | 6 feb.        |
| 31 ott.      | 0-1          | Atlante-Toluca       | 1-1           | 6 feb.        |
| 31 ott.      | 0-1          | Irapuato-Guadalajara | 1-2           | 6 feb.        |
| 31 ott.      | 2-2          | Marte-Puebla         | 1-1           | 6 feb.        |
| 31 ott.      | 5-1          | Oro-Leon             | 0-3           | 6 feb.        |

### Girone di selezione
In seguito alla decisione presa dalla federazione di aumentare da 12 a 14 squadre il campionato di Primera División, si decise di selezionare le squadre in un torneo a cinque tra le ultime due classificate di Primera División e la seconda, terza, e quarta classificata della Segunda División. Le prime tre classificate parteciperanno al campionato di Prima División, le ultime due parteciperanno al campionato di Segunda División. Tutte le dieci partite si sono giocate allo Estadio Ciudad de los Deportes di Cittá del Messico.

### Classifica
| Squadra   | Pt | G | V | N | P | GF | GS | DG |
| --------- | -- | - | - | - | - | -- | -- | -- |
| Atlante   | 7  | 4 | 3 | 1 | 0 | 13 | 4  | +9 |
| Zamora    | 4  | 4 | 2 | 0 | 2 | 8  | 8  | 0  |
| Cuautla   | 4  | 4 | 2 | 0 | 2 | 8  | 10 | -2 |
| Marte     | 3  | 4 | 1 | 1 | 2 | 9  | 9  | 0  |
| Querétaro | 2  | 4 | 1 | 0 | 3 | 3  | 10 | -7 |

### Verdetti
- L'Atlante resta in Primera División, Zamora e Cuautla Sono promosse in Primera División.
- Il Marte é retrocesso in Segunda División e il Querétaro resta in Segunda División.

### Calendario
| Squadra 1                          | Risultato                   | Squadra 2                   |
| 1ª giornata (27 e 31 marzo)        | 1ª giornata (27 e 31 marzo) | 1ª giornata (27 e 31 marzo) |
| ---------------------------------- | --------------------------- | --------------------------- |
| Atlante                            | 3 - 0                       | Cuautla                     |
| Querétaro                          | 2 - 0                       | Zamora                      |
| 2ª giornata (3 e 10 aprile)        |                             |                             |
| Cuautla                            | 4 - 3                       | Marte                       |
| Atlante                            | 6 - 1                       | Querétaro                   |
| 3ª giornata (14 e 21 aprile)       |                             |                             |
| Zamora                             | 3 - 1                       | Marte                       |
| Cuautla                            | 1 - 0                       | Querétaro                   |
| 4ª giornata (17 e 24 aprile)       |                             |                             |
| Atlante                            | 2 - 1                       | Zamora                      |
| Marte                              | 3 - 0                       | Querétaro                   |
| 5ª giornata (28 aprile e 8 maggio) |                             |                             |
| Zamora                             | 4 - 3                       | Cuautla                     |
| Atlante                            | 2 - 2                       | Marte                       |

## Verdetti finali
- Il CD Zacatepec é campione del Messico.
- Il Club Deportivo Marte retrocede in Segunda División.